# عمود منصف

المنصف العمودي

في الهندسة الإقليدية، العمود المنصف (بالإنجليزية: Perpendicular bisector)‏ لقطعة هو خطٌّ مستقيم يقطعُ قطعة مستقيمة إلى قطعتين متساويتين في زاوية مقدارها 90°.

## خواص
تلتقي المنصفات العمودية الثلاثة لأضلاع المثلث في مركز الدائرة الخارجية المحيطة به.

## الانشاء

الانشاء بمسطرة غير مرقمة والفرجار

في الهندسة الكلاسيكية، يرسم العمود المنصف بالمسطرة والفرجار.